# Konrad Tuchscherer
Konrad Tuchscherer (nascido em 16 de fevereiro de 1970 em Neenah, Wisconsin) é um educador, estudioso, escritor e intelectual público. Tuchscherer atualmente atua como co-diretor do projeto Bamum Scripts and Archives em Camarões e é professor associado de história e diretor de estudos africanos na St. John's University (Nova York) .

## Educação e carreira
Tuchscherer é Professor Associado de História e Diretor de Estudos Africanos na St. John's University (Nova York). Ele recebeu seu Ph.D. da Escola de Estudos Orientais e Africanos da Universidade de Londres, onde foi Marshall Scholar e Fulbright Scholar, e escreveu uma tese sobre roteiros da África Ocidental. Ele frequentou a Universidade de Wisconsin-Madison.
Tuchscherer é o codiretor do Bamum Scripts and Archives Project no Archives du Palais des Rois Bamoun, Foumban. Ele viajou pelo Reino Bamum coletando e fotografando documentos ameaçados, criou um arquivo moderno para o armazenamento de documentos e ajudou a criar uma fonte de computador funcional para a escrita Bamum. Ele continua a traduzir e inventariar documentos com uma equipe de tradutores e iniciou uma iniciativa para disseminar a alfabetização entre os jovens de Bamum nas escolas. Em 2006, o Rei do Bamum, El Hadj Sultan Ibrahim Mbombo Njoya, reconheceu-o por seus esforços concedendo-lhe o título de Bamum "Nji" ("Mestre"). Seu trabalho em Bamum começou como Fulbright Scholar em 2004. Em 2006, Tuchscherer viveu e realizou pesquisas em Foumban durante o ano.
Os interesses de Tuchscherer incluem a África Ocidental dos séculos XIX e XX, o colonialismo na África e a história dos Gullah na Carolina do Sul e na Geórgia. Sua importante pesquisa sobre a origem, desenvolvimento e disseminação da escrita na África apareceu em vários jornais importantes: a escrita Bagam de Camarões em Assuntos Africanos, a escrita Vai da Libéria em História na África,  a escrita Mende de Serra Leoa em Línguas e culturas africanas e Journal of African Cultural Studies e hieróglifos egípcios no Africana Bulletin . Em 2007, Tuchscherer estava escrevendo um livro intitulado Black Scribes, que explora a história da palavra escrita na África, desde os antigos hieróglifos egípcios até os modernos alfabetos da África Ocidental.